# Barletta Calcio Sport 1992-1993
Questa voce raccoglie le informazioni riguardanti il Barletta Calcio Sport nelle competizioni ufficiali della stagione 1992-1993.

## Stagione
Il Barletta Calcio Sport affronta la Serie C1 e riesce a ottenere la salvezza a fine stagione.

## Organigramma societario
Area direttiva
- Amministratore unico: Ettore Russo poi
- Presidente: Leonardo Maffione poi
- Amministratore unico: Luigi Del Negro
- Procuratore delegato: Roberto Tomalino
- General manager: Fabrizio Barsotti

Area organizzativa
- Segretario generale: Elisa Losciale

Area tecnica
- Allenatore: Giovanni Mei poi Alberto Mari

Area sanitaria
- Medico sociale: Vito Lattanzio
- Massaggiatore: Sebastiano Lavecchia

## Rosa
| N. |                   | Ruolo | Calciatore           |
| -- | ----------------- | ----- | -------------------- |
|    | Italia (bandiera) | P     | Roberto Di Gennaro   |
|    | Italia (bandiera) | P     | Vincenzo Marinacci   |
|    | Italia (bandiera) | D     | Luca Cerqueti        |
|    | Italia (bandiera) | D     | Francesco Di Spirito |
|    | Italia (bandiera) | D     | Onofrio Fino         |
|    | Italia (bandiera) | D     | Gianfranco Germoni   |
|    | Italia (bandiera) | D     | Ivano Giordano       |
|    | Italia (bandiera) | D     | Paolo Lemma          |
|    | Italia (bandiera) | D     | Luigi Martinelli     |
|    | Italia (bandiera) | D     | Vincenzo Matrone     |
|    | Italia (bandiera) | D     | Vito Santeramo       |
|    | Italia (bandiera) | D     | Paolo Scotti         |
|    | Italia (bandiera) | D     | Paolo Todone         |

| N. |                   | Ruolo | Calciatore          |
| -- | ----------------- | ----- | ------------------- |
|    | Italia (bandiera) | C     | Matteo Baghino      |
|    | Italia (bandiera) | C     | Tiberio Baroni      |
|    | Italia (bandiera) | C     | Davide Bolognesi    |
|    | Italia (bandiera) | C     | Carlo Cotroneo      |
|    | Italia (bandiera) | C     | Gianluca De Angelis |
|    | Italia (bandiera) | C     | Ulisse Di Pietro    |
|    | Italia (bandiera) | C     | Gianfranco Guidi    |
|    | Italia (bandiera) | C     | Vincenzo Lanotte    |
|    | Italia (bandiera) | A     | Andrea Deflorio     |
|    | Italia (bandiera) | A     | Francesco De Ruvo   |
|    | Italia (bandiera) | A     | Giuseppe Malafronte |
|    | Italia (bandiera) | A     | Gianni Matticari    |
|    | Italia (bandiera) | A     | Stefano Sgherri     |

## Risultati

### Serie C1 Girone B

#### Girone di andata
| Barletta 30 agosto 1992, ore 16:00 CEST 1ª giornata | Barletta                    | 1 – 0 | Chieti | Stadio Comunale\| Arbitro: \| Ruggiero (Nocera Inferiore) \| |
| Arbitro:                                            | Ruggiero (Nocera Inferiore) |       |        |                                                              |

| Acireale 6 settembre 1992, ore 16:00 CEST 2ª giornata | Acireale                     | 3 – 1 | Barletta | Stadio Comunale\| Arbitro: \| De Prisco (Nocera Inferiore) \| |
| Arbitro:                                              | De Prisco (Nocera Inferiore) |       |          |                                                               |

| Messina 13 settembre 1991, ore 16:00 CEST 3ª giornata | Messina            | 2 – 0 | Barletta | Stadio Giovanni Celeste\| Arbitro: \| Ercolino (Cassino) \| |
| Arbitro:                                              | Ercolino (Cassino) |       |          |                                                             |

| Arbitro: | Iannello (Pavia) |

|                                          |           |  |
| Ulisse Di Pietro 41’ Andrea Deflorio 46’ | Marcatori |  |

| Giarre 27 settembre 1992, ore 15:00 CET 5ª giornata | Giarre              | 0 – 0 | Barletta | Stadio Regionale\| Arbitro: \| D'Agostini (Roma 1) \| |
| Arbitro:                                            | D'Agostini (Roma 1) |       |          |                                                       |

| Barletta 4 ottobre 1992, ore 15:00 CET 6ª giornata | Barletta        | 1 – 3 | Reggina | Stadio Comunale\| Arbitro: \| Gronda (Genova) \| |
| Arbitro:                                           | Gronda (Genova) |       |         |                                                  |

| Roma 17 ottobre 1992 7ª giornata | Lodigiani | 0 – 0 | Barletta | Stadio Flaminio |

| Barletta 25 ottobre 1992, ore 14:30 CET 8ª giornata | Barletta          | 0 – 0 | Potenza | Stadio Comunale\| Arbitro: \| Bonfrisco (Monza) \| |
| Arbitro:                                            | Bonfrisco (Monza) |       |         |                                                    |

| Caserta 1º novembre 1992, ore 14:30 CET 9ª giornata | Casertana         | 1 – 0 | Barletta | Stadio Alberto Pinto\| Arbitro: \| Capraro (Cassino) \| |
| Arbitro:                                            | Capraro (Cassino) |       |          |                                                         |

| Arbitro: | Ferro (Firenze) |

|              |           |  |
| Matticari 1’ | Marcatori |  |

| Arbitro: | D'Agostini (Roma 1) |

|  |           |                        |
|  | Marcatori | 90’ (rig.) Cornacchini |

| Arbitro: | Corda (Cagliari) |

|                 |           |  |
| Pisano 38’, 74’ | Marcatori |  |

| Barletta 29 novembre 1992, ore 14:30 CEST 13ª giornata | Barletta                       | 1 – 1 | Casarano | Stadio Comunale\| Arbitro: \| Bizzotto (Castelfranco Veneto) \| |
| Arbitro:                                               | Bizzotto (Castelfranco Veneto) |       |          |                                                                 |

| Catania 6 dicembre 1992, ore 14:30 CET 14ª giornata | Catania              | 1 – 1 | Barletta | Stadio Cibali\| Arbitro: \| Daneluzzi (Latisana) \| |
| Arbitro:                                            | Daneluzzi (Latisana) |       |          |                                                     |

| Arbitro: | Ciambotti (Empoli) |

|  |           |             |
|  | Marcatori | Buoncammino |

| Siracusa 20 dicembre 1992, ore 14:30 CET 16ª giornata | Siracusa          | 1 – 1 | Barletta | Stadio Nicola De Simone\| Arbitro: \| Rigutto (Maniago) \| |
| Arbitro:                                              | Rigutto (Maniago) |       |          |                                                            |

| Barletta 27 dicembre 1992, ore 14:30 CET 17ª giornata | Barletta             | 0 – 1 | Avellino | Stadio Comunale\| Arbitro: \| Nepi (Ascoli Piceno) \| |
| Arbitro:                                              | Nepi (Ascoli Piceno) |       |          |                                                       |

#### Girone di ritorno
| Arbitro: | Pola (Rovereto) |

|          |           |  |
| Mauro 5’ | Marcatori |  |

| Barletta 31 gennaio 1993, ore 14:30 CET 19ª giornata | Barletta         | 2 – 2 | Acireale | Stadio Comunale\| Arbitro: \| Branzoni (Pavia) \| |
| Arbitro:                                             | Branzoni (Pavia) |       |          |                                                   |

| Barletta 7 febbraio 1993, ore 14:30 CET 20ª giornata | Barletta        | 2 – 1 | Messina | Stadio Comunale\| Arbitro: \| Treossi (Forlì) \| |
| Arbitro:                                             | Treossi (Forlì) |       |         |                                                  |

| Arbitro: | Minotti (Frosinone) |

|                     |           |                     |
| Angelo Bevanati 16’ | Marcatori | 56’ Stefano Sgherri |

| Barletta 21 febbraio 1993, ore 15:00 CET 22ª giornata | Barletta                  | 1 – 0 | Giarre | Stadio Comunale\| Arbitro: \| Misticoni (Ascoli Piceno) \| |
| Arbitro:                                              | Misticoni (Ascoli Piceno) |       |        |                                                            |

| Reggio Calabria 7 marzo 1993, ore 15:00 CET 23ª giornata | Reggina            | 2 – 0 | Barletta | Stadio Comunale\| Arbitro: \| Pacifici (Bologna) \| |
| Arbitro:                                                 | Pacifici (Bologna) |       |          |                                                     |

| Barletta 14 marzo 1993, ore 15:00 CET 24ª giornata | Barletta         | 2 – 1 | Lodigiani | Stadio Comunale\| Arbitro: \| Pontani (Verona) \| |
| Arbitro:                                           | Pontani (Verona) |       |           |                                                   |

| Potenza 21 marzo 1993, ore 15:00 CET 25ª giornata | Potenza                    | 1 – 2 | Barletta | Stadio Alfredo Viviani\| Arbitro: \| Alban (Bassano del Grappa) \| |
| Arbitro:                                          | Alban (Bassano del Grappa) |       |          |                                                                    |

| Barletta 28 marzo 1993, ore 16:00 CEST 26ª giornata | Barletta      | 2 – 0 | Casertana | Stadio Comunale\| Arbitro: \| Lana (Torino) \| |
| Arbitro:                                            | Lana (Torino) |       |           |                                                |

| Arbitro: | Vendramin (Castelfranco Veneto) |

|                          |           |            |
| D'Urso 39’ D'Alessio 48’ | Marcatori | 71’ Scotti |

| Arbitro: | Daneluzzi (Latisana) |

|                     |           |             |
| Traini 32’ Savi 87’ | Marcatori | 90’ Lanotte |

| Arbitro: | Branzoni (Pavia) |

|                                      |           |           |
| Sgherri 12’ Cerqueti 25’ Lanotte 85’ | Marcatori | 80’ Landi |

| Casarano 2 maggio 1993, ore 16:00 CEST 30ª giornata | Casarano                  | 1 – 2 | Barletta | Stadio Giuseppe Capozza\| Arbitro: \| Misticoni (Ascoli Piceno) \| |
| Arbitro:                                            | Misticoni (Ascoli Piceno) |       |          |                                                                    |

| Barletta 9 maggio 1993, ore 16:00 CEST 31ª giornata | Barletta       | 0 – 1 | Catania | Stadio Comunale\| Arbitro: \| Baudo (Torino) \| |
| Arbitro:                                            | Baudo (Torino) |       |         |                                                 |

| Arbitro: | Ferro (Firenze) |

|         |           |  |
| Cecconi | Marcatori |  |

| Arbitro: | Farina (Novi Ligure) |

|                           |           |                                  |
| Di Pietro 47’ Sgherri 85’ | Marcatori | 8’ Maragliulo 64’ (aut.) Sgherri |

| Avellino 30 maggio 1993, ore 16:30 CEST 34ª giornata | Avellino         | 1 – 0 | Barletta | Stadio Partenio\| Arbitro: \| Corda (Cagliari) \| |
| Arbitro:                                             | Corda (Cagliari) |       |          |                                                   |

### Coppa Italia Serie C
| Barletta 19 agosto 1992 Primo turno - Andata | Barletta | 3 – 2 | Monopoli | Stadio Comunale |

| Monopoli 23 agosto 1992 Primo turno - Ritorno | Monopoli | 1 – 1 | Barletta | Stadio Vito Simone Veneziani |

| Barletta 2 settembre 1992 Secondo turno - Andata | Barletta | 0 – 0 | Castel di Sangro | Stadio Comunale |

| Castel di Sangro 9 settembre 1992 Secondo turno - Ritorno | Castel di Sangro     | 4 – 3 (d.c.r.) | Barletta | Campo Sportivo |
| \| \| \| \| \| \| Tiri di rigore 4 – 3 \| \|              |                      |                |          |                |
|                                                           |                      |                |          |                |
|                                                           | Tiri di rigore 4 – 3 |                |          |                |

## Statistiche

### Statistiche di squadra
Tra parentesi le partite dopo i calci di rigore
| Competizione         | Punti | In casa | In casa | In casa | In casa | In casa | In casa | In trasferta | In trasferta | In trasferta | In trasferta | In trasferta | In trasferta | Totale | Totale | Totale | Totale | Totale | Totale | DR |
| Competizione         | Punti | G       | V       | N       | P       | Gf      | Gs      | G            | V            | N            | P            | Gf           | Gs           | G      | V      | N      | P      | Gf     | Gs     | DR |
| -------------------- | ----- | ------- | ------- | ------- | ------- | ------- | ------- | ------------ | ------------ | ------------ | ------------ | ------------ | ------------ | ------ | ------ | ------ | ------ | ------ | ------ | -- |
| Serie C1             | 31    | 17      | 8       | 5       | 4       | 21      | 15      | 17           | 2            | 6            | 9            | 11           | 22           | 34     | 10     | 11     | 13     | 32     | 37     | -5 |
| Coppa Italia Serie C |       | 2       | 1       | 1       | 0       | 3       | 2       | 2            | 0            | 1            | 0 (1)        | 1            | 1            | 4      | 1      | 3      | 0 (1)  | 3      | 3      | 0  |
| Totale               | -     | 19      | 9       | 6       | 4       | 24      | 17      | 19           | 2            | 7            | 9 (1)        | 12           | 23           | 38     | 11     | 14     | 13 (1) | 35     | 40     | -5 |

### Statistiche dei giocatori
| Giocatore     | Serie C1 | Serie C1 | Coppa Italia Serie C | Coppa Italia Serie C | Totale   | Totale |
| Giocatore     | Presenze | Reti     | Presenze             | Reti                 | Presenze | Reti   |
| ------------- | -------- | -------- | -------------------- | -------------------- | -------- | ------ |
| M. Baghino    | 12       | 0        | ?                    | ?                    | 12+      | 0+     |
| T. Baroni     | 23       | 0        | ?                    | ?                    | 23+      | 0+     |
| D. Bolognesi  | 0        | 0        | ?                    | ?                    | 0+       | 0+     |
| L. Cerqueti   | 24       | 1        | ?                    | ?                    | 24+      | 1+     |
| C. Cotroneo   | 21       | 0        | 0                    | 0                    | 21       | 0      |
| G. De Angelis | 21       | 3        | 0                    | 0                    | 21       | 3      |
| A. Deflorio   | 31       | 6        | ?                    | ?                    | 31+      | 6+     |
| F. De Ruvo    | 1        | 0        | ?                    | ?                    | 1+       | 0+     |
| R. Di Gennaro | 5        | - 6      | ?                    | ?                    | 5+       | 0+     |
| U. Di Pietro  | 29       | 3        | ?                    | ?                    | 29+      | 3+     |
| F. Di Spirito | 27       | 1        | ?                    | ?                    | 27+      | 1+     |
| O. Fino       | 4        | 0        | ?                    | ?                    | 4+       | 0+     |
| G. Germoni    | 22       | 0        | ?                    | ?                    | 22+      | 0+     |
| I. Giordano   | 30       | 1        | ?                    | ?                    | 30+      | 1+     |
| G. Guidi      | 4        | 0        | ?                    | ?                    | 4+       | 0+     |
| V. Lanotte    | 30       | 8        | ?                    | ?                    | 30+      | 8+     |
| P. Lemma      | 2        | 0        | ?                    | ?                    | 2+       | 0+     |
| G. Malafronte | 5        | 0        | ?                    | ?                    | 5+       | 0+     |
| V. Marinacci  | 29       | - 31     | ?                    | ?                    | 29+      | 0+     |
| L. Martinelli | 30       | 0        | ?                    | ?                    | 30+      | 0+     |
| V. Matrone    | 28       | 3        | ?                    | ?                    | 28+      | 3+     |
| G. Matticari  | 10       | 1        | ?                    | ?                    | 10+      | 1+     |
| V. Santeramo  | 0        | 0        | ?                    | ?                    | 0+       | 0+     |
| P. Scotti     | 31       | 1        | ?                    | ?                    | 31+      | 1+     |
| S. Sgherri    | 23       | 5        | 0                    | 0                    | 23       | 5      |
| P. Todone     | 16       | 0        | ?                    | ?                    | 16+      | 0+     |